# Dobrodružství je dobrodružství
L'aventure, c'est l'aventure je dobrodružná komedie známého režiséra Clauda Lelouche z roku 1972, natočená ve francouzsko-italské koprodukci. V hlavních rolích si zahrála řada známých herců v čele s Lino Venturou a zpěvákem Jacques Brelem.

## Děj
Lino (Lino Ventura), Jacques (Jacques Brel), Simon (Charles Denner), Charlot (Charles Gérard) a odborník na špagety Aldo (Aldo Maccione), Linův muž pro všechno, se sešli k partičce pokru, která má zcela změnit jejich životy. Tahle podařená pětice je totiž tvořena prvořadými gangstery starého ražení, kteří seznali, že jejich tradičnímu řemeslu se již nevede tak dobře jako dřív.
Nezbývá tedy nic jiného než si najít nové způsoby, a těmi jsou, jak Simon jasně dokáže, showbusiness a politika, z čehož politika je vlastně jenom pokračováním toho prvého. Už první podnik, únos popového idolu Johnny Hallydaye na zakázku jeho samého, jenž si od toho slibuje ohromné zvýšení publicity, prokáže, že se partička vydala správnou cestou. V přestrojení za policisty si opatří značnou sumu peněz při fingované kontrole bezpečnosti trezoru bohatého podnikatele a vydá se hledat štěstí tentokrát do Jižní Ameriky.
V jisté tamní zemičce unesou švýcarského vyslance na objednávku místního vůdce guerilly Ernesta Juareze (Juan Luis Buñuel), který si tak chce vynutit propuštění svých zadržovaných spolubojovníků. Všechno probíhá na jedničku, dokud pětice nepožaduje svůj honorář. Ernesto se jaksi vzpírá. Není mu to nic platné, je unesen a prodán hned třem stranám – svým druhům, vládním jednotkám i americké tajné službě – na čemž pětice opět zbohatne.
Dalším podnikem je únos amerického Boeingu a vydírání společnosti, která jej pojistila, z toho inkasují již protřelí únosci další dva miliony dolarů. Na prázdninách na své jachtě však podlehnou vábení ženského pohlaví a lstí jsou zajati Ernestovými revolucionáři. Jsou podrobeni mučení, a když je jejich pejskovi vyhrožováno zastřelením, prozradí svá švýcarská konta. Ernesto je obere o peníze, a navíc vydá francouzským úřadům. Ve Francii založí jejich advokát obhajobu na tom, že vše, co konali, bylo pro dobro revoluce, a vláda se jich zbaví fingovaným útěkem a odesláním do jisté africké zemičky. Zde se připravují na státní převrat, ale den před tím je tu na návštěvě papež, jenž je tak hned na letišti unesen a každý katolík musí zaplatit za jeho propuštění jeden frank. Kariéra pětice protřelých gangsterů tak může vesele pokračovat dále.

## V hlavních rolích
- Lino Ventura – Lino Massaro
- Jacques Brel – Jacques
- Charles Denner – Simon Duroc
- Johnny Hallyday – Johnny Hallyday
- Charles Gérard – Charlot
- Aldo Maccione  Aldo
- Nicole Courcel – Nicole